# Metopius kasparyani
Metopius kasparyani là một loài tò vò trong họ Ichneumonidae.